# Helmut Bleier
Helmut Bleier (1934 – 23. Dezember 1982) war ein deutscher Skispringer. Der für den Ski-Club Bischofsgrün im Fichtelgebirge startende Athlet beeindruckte durch seine nationalen und internationalen Erfolge.
Am 23. Dezember 1982 verunglückte Bleier im Alter von 48 Jahren tödlich. Mit ihm verlor der Verein nicht nur einen seiner erfolgreichsten und profiliertesten Leistungsträger der fünfziger und sechziger Jahre, sondern auch einen engagierten Trainer für den Springernachwuchs.

## Werdegang
Bleier startete zwischen 1957 und 1959 bei der Vierschanzentournee. Bei der Vierschanzentournee 1957/58 erreichte er nach einem 11. Platz in Oberstdorf und einem 16. Platz in Garmisch-Partenkirchen und Innsbruck den 41. Platz in der Tournee-Gesamtwertung. Bei der Nordischen Skiweltmeisterschaft 1958 in Lahti erreichte er im Einzelspringen mit Sprüngen auf 61,5 und 58,5 Metern punktgleich mit dem Norweger Gudtorm Heldal den 41. Platz. Im folgenden Jahr bei der Vierschanzentournee 1958/59 kam er in Oberstdorf nicht über einen 36. Platz hinaus. In Garmisch-Partenkirchen erreichte er lediglich den 52. Platz. Am Ende der Tournee stand er damit auf dem 51. Platz der Gesamtwertung.